# Kastanjerugbuulbuul
De kastanjerugbuulbuul (Hemixos castanonotus) is een zangvogel uit de familie Pycnonotidae (buulbuuls).

## Verspreiding en leefgebied
Deze soort komt voor in China en Vietnam en telt twee ondersoorten:
- H. c. canipennis: zuidelijk China en noordoostelijk Vietnam.
- H. c. castanonotus: noordelijk Vietnam en Hainan (nabij zuidoostelijk China).

## Status
De grootte van de populatie is niet gekwantificeerd maar de soort wordt omschreven als vaak algemeen. Op de Rode lijst van de IUCN heeft deze soort de status niet bedreigd.